# Takanori Maeno
Takanori Maeno (前野貴徳?, Maeno Takanori; Ehime, 14 aprile 1988) è un calciatore giapponese, difensore dell'Ehime.

## Palmarès

### Club

#### Competizioni nazionali
- J3 League: 1

Ehime: 2023

#### Competizioni internazionali
- Coppa Suruga Bank: 1

Kashima Antlers: 2013